# 조선문인협회
조선문인협회(朝鮮文人協會)는 일제강점기의 문학 단체이다. 문인협회나 문협으로 약칭된다.

## 개요
일제 강점기 말기인 1939년 10월에 결성된 친일 단체이다. 중일 전쟁에 대한 총력적 지원을 위하여 현역 문인이 대동단결하고 총동원체제 하에서 문필보국한다는 취지에서 창설되었다. 물론 단체의 창립배경에는 조선총독부 학무국의 알선과 조종이 있었다.
창립 취지는 다음과 같으며, 목표와 활동에서 친일성이 뚜렷했다.
이번 협회의 창립은 새로운 국민문학의 건설과 내선일체의 구현에 있다. 인류는 유사 이래 국민생활을 떠나 생활한 일이 없고 문학도 국민 생활을 떠나서 존재할 수 없다. 반도문단의 새로운 건설은 내선일체로부터 출발하여야 한다.

1943년에 조선문인보국회로 통합되어 해체되었다.

## 주요 참자가
초대 회장은 소설가 이광수가 맡았으며, 간사로 김동환, 정인섭, 주요한, 이기영, 박영희, 김문집이 참여했다. 조선총독부 학무국의 계광순은 평의원으로 참가하였다. 1942년에는 간사장에 박영희가 오르고, 상무로 이석훈과 김용제가 포함되었다.
이밖에 정지용, 김기림, 최재서, 이태준, 백철, 임화, 임학수, 이하윤, 김상용, 김억, 김동인, 김기진, 방인근, 김소운, 김형원, 박태원, 유진오, 함대훈, 이극로, 전영택, 조용만, 노창성, 최정희, 모윤숙, 노천명, 이헌구, 이무영 등이 이 단체의 임원으로 이름을 올려놓은 바 있다.

## 주요 활동
- 1939년 10월 : 단체 창립
- 1939년 11원 : 국민정신총동원조선연맹 가입
- 1939년 11월 : 회원 자작 위문글을 모은 위문대를 조선군사령부에 전달
- 1939년 12월 : 전쟁 지원을 위한 '문예의 밤' 개최 (경성부)
- 1940년 2월 : 문예대강연회 개최 (평양)
- 1940년 10월 : 육군지원병훈련소 방문
- 1940년 11월 : 전국 순회강연회 개최
- 1941년 7월 : 지식인의 전쟁 지원을 촉구하는 내용의 성명서 발표
- 1941년 8월 : 국민문학 건설을 위하여 문학부 신설
- 1941년 12월 : '결전하 문화인대강연회' 개최 (경성부)
- 1942년 9월 : 황민단결의 정신적 지주가 되고 대동아 제민족 지도의 선구적 역할을 하겠다는 내용의 선언서 발표
- 1942년 12월 : 전사자 유가족 방문
- 1942년 12월 : '대동아 전쟁 1주년 기념 국민시낭독회' 개최 (경성부)

## 참고자료
- 친일인명사전편찬위원회 (2004년 12월 27일). 《일제협력단체사전 - 국내 중앙편》. 서울: 민족문제연구소. 689~692쪽쪽. ISBN 978-89-953307-2-2.